# Carl Frederik le Sage de Fontenay
Carl Frederik (Charles Frédéric) le Sage de Fontenay (26. december 1723 i København – 18. januar 1799) var en dansk søofficer, bror til Anthon Nicolaj le Sage de Fontenay.
Han var ældste søn af admiral Gaspard Frédéric le Sage de Fontenay, blev 1740 sekondløjtnant, 1741 premierløjtnant, 1746 kaptajnløjtnant, 1753 kaptajn, 1758 kommandørkaptajn, 1766 kommandør, 1770 schoutbynacht, 1776 viceadmiral og 1790 admiral. 1776 dekoreredes han med Dannebrogordenen.
Kort efter sin udnævnelse til officer gik Fontenay i udenlandsk orlogstjeneste, hvor han forblev nogle år. Ved sin hjemkomst kom han straks i virksomhed, idet han på grund af sin dannelse og dygtighed ansattes ved Kadetkompagniet som lærer. 1752 var han chef for fregatten Blaahejren i Middelhavet for at understøtte planen om et anlæg af en handelskoloni på Afrikas nordkyst, ved hvilken lejlighed Danmark fik afsluttet traktater med Tunis, Tripolis og (året efter) Marokko. Han lå med fregatten på Safis red i Marokko, da fregatten Falster, under kommando af kaptajn Simon Hooglant, sprang i luften i 1753.
1754 blev han næstkommanderende ved Søkadetkompagniet og var samme år chef for kadetskibet, fregatten Christiansø. Efter dette togt med kadetskibet gik han næste år på ny til Middelhavet som chef for linjeskibet Slesvig med gaver til bejen af Algier; på grund af svævende stridigheder med England angående salutforpligtelser måtte han lægge hjemvejen norden om Skotland. Efter endnu et togt til Middelhavet med Slesvig 1757 ansattes han året (december 1758) efter som chef for Søkadetkompagniet og forblev i denne stilling til juli 1770, den samme som hans fader tidligere havde beklædt. Han blev et meget respekteret overhoved for uddannelsen og var medvirkende til at udbygge den anseelse, som uddannelsen nød. Fontenay fastsatte bestemmelser for, hvad der skulle gennemgås i de forskellige fag og fik 1763 indført faste eksaminer, der var obligatoriske, inden en kadet kunne bringes i forslag til at udnævnes til officer. Han havde en udpræget evne til at finde og udvikle gode evner hos kadetterne.
28. februar 1759 giftede han sig med sin kusine Ulrikke Margrethe (le Sage) de Fontenay (26. september 1741 – 8. maj 1801), datter af kommandør Benjamin (le Sage) de Fontenay og Marie f. Tigh, og havde i dette ægteskab 15 børn.
Efter forskellige eskadretogter 1761 og 1762 blev Fontenay i 1771 divisionschef og indtrådte 1776 i Sødefensionskommissionen (om Københavns søforsvar), hvor han året efter blev formand. Kommissionen afgav 1787 en betænkning, der førte til, at batteriet Trekroner blev anlagt. Batteriet kom senere til at spille en vigtig rolle i slaget på Reden. Fontenay var også optaget af søtaktik og udgav 1779 en signalbog for den danske flåde, der skulle forenkle ordreafgivelse under kamp.
1779 erholdt han kommando over en eskadre på 10 linjeskibe og 6 fregatter på Københavns Red og 2 år senere over en lignende, med hvilken han krydsede i Nordsøen for at forebygge fjendtligheder. 1782 var han på ny eskadrechef, denne gang for en mindre styrke, som foretog kortere rejser til neutralitetens beskyttelse. Under de spændte forhold, hvori Danmark 1784 var kommet til Sverige, fik Fontenay atter kommandoen over en eskadre, som dog ikke kom til at spille nogen synderlig aktiv rolle. Samme år blev Admiralitets- og Kommissariatskollegierne forenede under ét; i dette nye kollegium indtrådte Fontenay 1788, først som 3. militærdeputeret, men fritoges efter ansøgning samme år for hvervet, indtil han længere hen på året atter indtrådte som 1. deputeret; i denne stilling forblev han til 7. december 1796. Dette kollegiums bygning nedbrændte ved den store ildebrand på Gammelholm 5. juni 1795, ved hvilken lejlighed en stor del af hovedstaden lagdes i aske. Fontenay var en tid lang ejer af Gammel Vartov på Strandvejen, hvilken ejendom han senere solgte til staten, som der oprettede et krudttørringsmagasin.
Ligesom sin broder optoges han 1778 i den danske adelstand, og ligesom denne tilhørte han den fransk-reformerte menighed, i hvilken han fra 1771-84 og på ny fra 1792 fungerede som menighedsældste. Han døde 18. januar 1799. Han er begravet i Reformert Kirke.
Der findes et maleri af Johan Jacob Stunder fra 1784 i familieeje.